# Mistrzostwa Europy w Lekkoatletyce 2018 – sztafeta 4 × 100 m mężczyzn
Sztafeta 4 × 100 metrów mężczyzn – jedna z konkurencji biegowych rozgrywanych podczas lekkoatletycznych mistrzostw Europy na Stadionie Olimpijskim w Berlinie.
Tytuł mistrzowski z 2016 obroniła reprezentacja Wielkiej Brytanii.

## Terminarz
| Data        | Godzina |            |
| ----------- | ------- | ---------- |
| 12 sierpnia | 19:40   | Eliminacje |
| 12 sierpnia | 21:35   | Finał      |

## Rekordy
Tabela prezentuje rekord świata, rekord Europy, rekord mistrzostw Europy oraz najlepsze wyniki na listach światowych i europejskich w sezonie 2018 przed rozpoczęciem mistrzostw.
|                          | Zawodnicy                                                                                | Wynik | Miejsce | Data                  | Źródło |
| ------------------------ | ---------------------------------------------------------------------------------------- | ----- | ------- | --------------------- | ------ |
| Rekord świata            | Jamajka · (Nesta Carter, Michael Frater, Yohan Blake, Usain Bolt)                        | 36,84 | Londyn  | 11 sierpnia 2012(dts) | [ 1 ]  |
| Rekord Europy            | Wielka Brytania · (Chijindu Ujah, Adam Gemili, Daniel Talbot, Nethaneel Mitchell-Blake)  | 37,47 | Londyn  | 12 sierpnia 2017(dts) | [ 2 ]  |
| Rekord mistrzostw Europy | Francja · (Max Morinière, Daniel Sangouma, Jean-Charles Trouabal, Bruno Marie-Rose)      | 37,79 | Split   | 1 września 1990(dts)  | [ 3 ]  |
| Listy światowe           | Wielka Brytania · (Chijindu Ujah, Zharnel Hughes, Adam Gemili, Nethaneel Mitchell-Blake) | 37,61 | Londyn  | 22 lipca 2018(dts)    | [ 4 ]  |
| Listy europejskie        | Wielka Brytania · (Chijindu Ujah, Zharnel Hughes, Adam Gemili, Nethaneel Mitchell-Blake) | 37,61 | Londyn  | 22 lipca 2018(dts)    | [ 4 ]  |

## Rezultaty

### Eliminacje
Awans: 3 najlepsze z każdego biegu (Q) oraz 2 z najlepszymi czasami wśród przegranych (q).

Źródło: european-athletics.org.
| Pozycja | Bieg | Tor | Państwo         | Zawodnicy                                                                              | Czas  | Uwagi     |
| ------- | ---- | --- | --------------- | -------------------------------------------------------------------------------------- | ----- | --------- |
| 1.      | 1    | 6   | Wielka Brytania | Chijindu Ujah, Zharnel Hughes, Adam Gemili, Nethaneel Mitchell-Blake                   | 37,84 | Q         |
| 2.      | 1    | 3   | Holandia        | Chris Garia, Churandy Martina, Hensley Paulina, Taymir Burnet                          | 38,30 | Q         |
| 3.      | 1    | 7   | Turcja          | Emre Zafer Barnes, Jak Ali Harvey, Yiğitcan Hekimoglu, Ramil Guliyev                   | 38,30 | Q, =      |
| 4.      | 2    | 7   | Francja         | Méba-Mickaël Zézé, Marvin René, Stuart Dutamby, Mouhamadou Fall                        | 38,62 | Q         |
| 5.      | 2    | 8   | Ukraina         | Ołeksandr Sokołow, Emil Ibrahimow, Wołodymyr Suprun, Serhij Smełyk                     | 38,86 | Q,        |
| 6.      | 1    | 4   | Czechy          | Zdeněk Stromšík, Jan Veleba, Jan Jirka, Pavel Maslák                                   | 38,94 | q,        |
| 7.      | 1    | 8   | Portugalia      | José Lopes, Diogo Antunes, Frederico Curvelo, Carlos Nascimento                        | 39,09 | q,        |
| 8.      | 2    | 3   | Finlandia       | Eetu Rantala, Otto Ahlfors, Oskari Lehtonen, Samuel Purola                             | 39,11 | q,        |
| 9.      | 2    | 2   | Hiszpania       | Patrick Chinedu Ike, Pol Retamal, Daniel Rodríguez, Ángel David Rodríguez              | 39,12 | SB        |
| 10.     | 2    | 6   | Szwajcaria      | Suganthan Somasundaram, Silvan Wicki, Florian Clivaz, Alex Wilson                      | 39,13 | SB        |
| 11.     | 1    | 1   | Grecja          | Eftimios Steriulis, Joanis Nifadopulos, Panajotis Triwizas, Likurgos-Stefanos Tsakonas | 39,49 | SB        |
| 12.     | 1    | 2   | Rumunia         | Costin Florian Homiuc, Alexandru Terpezan, Ionuț Neagoe, Petre Rezmiveș                | 39,63 |           |
| 13 !    | 2    | 1   | Niemcy          | Kevin Kranz, Patrick Domogala, Julian Reus, Lucas Jakubczyk                            | DNF   |           |
| 13 !    | 1    | 5   | Szwecja         | Dennis Leal, Stefan Tärnhuvud, Felix Svensson, Tony Darkwah                            | DNF   |           |
| 15 !    | 2    | 5   | Polska          | Eryk Hampel, Remigiusz Olszewski, Dominik Kopeć, Przemysław Słowikowski                | DQ    | 163.3 (a) |
| 15 !    | 2    | 4   | Włochy          | Federico Cattaneo, Fausto Desalu, Davide Manenti, Filippo Tortu                        | DQ    | 170.7     |

### Finał
Źródło: european-athletics.org.
| Pozycja | Tor | Państwo         | Zawodnicy                                                            | Czas  | Uwagi |
| ------- | --- | --------------- | -------------------------------------------------------------------- | ----- | ----- |
| 01 !    | 5   | Wielka Brytania | Chijindu Ujah, Zharnel Hughes, Adam Gemili, Harry Aikines-Aryeetey   | 37,80 |       |
| 02 !    | 8   | Turcja          | Emre Zafer Barnes, Jak Ali Harvey, Yiğitcan Hekimoglu, Ramil Guliyev | 37,98 | NR    |
| 03 !    | 6   | Holandia        | Chris Garia, Churandy Martina, Hensley Paulina, Taymir Burnet        | 38,03 | NR    |
| 4.      | 3   | Francja         | Méba-Mickaël Zézé, Marvin René, Stuart Dutamby, Mouhamadou Fall      | 38,51 | SB    |
| 5.      | 4   | Ukraina         | Ołeksandr Sokołow, Emil Ibrahimow, Wołodymyr Suprun, Serhij Smełyk   | 38,71 | SB    |
| 6.      | 7   | Finlandia       | Eetu Rantala, Otto Ahlfors, Oskari Lehtonen, Samuel Purola           | 38,92 | NR    |
| 7.      | 1   | Portugalia      | José Lopes, Diogo Antunes, Frederico Curvelo, Carlos Nascimento      | 39,07 | SB    |
| 08 !    | 2   | Czechy          | Zdeněk Stromšík, Jan Veleba, Jan Jirka, Pavel Maslák                 | DNS   |       |